# Katedra św. Floryna w Vaduz
Katedra św. Floryna w Vaduz albo Katedra w Vaduz (niem. St. Florinskirche in Vaduz lub Kathedrale St. Florin) – neogotycki kościół w Vaduz, stolicy Liechtensteinu i centrum archidiecezji Vaduz. Pierwotnie kościół parafialny, status katedry posiada od 1997.
Została zbudowana w 1873 przez Friedricha von Schmidta na fundamentach wcześniejszej, średniowiecznej budowli. Jej patronem jest św. Floryn z Remüs (dzis. Ramosch, Gryzonia), pochodzący z doliny Vinschgau.
Archidiecezja Vaduz została ustanowiona przez papieża Jana Pawła II w konstytucji apostolskiej Ad satius consulendum 2 grudnia 1997. Przedtem była Dekanatem Liechtensteinu, częścią szwajcarskiej diecezji Chur. Podczas uroczystej ceremonii, która miała miejsce w dniu 12 grudnia 1997, w kościele parafialnym w Vaduz, został on podniesiony do godności katedry.